# Webexperiment
Ein Webexperiment ist ein reales Laborexperiment, das über einen Webbrowser gesteuert wird. 
Elementarer Bestandteil eines Webexperiments ist ein Remote Controlled Laboratory (RCL), das die notwendige Hardware und Software zur Verfügung stellt. Zusätzlich zum RCL sind Hilfsdateien und Programme erforderlich, wie zum Beispiel Hintergrundinformationen zum Experiment, Datenbanksoftware zur Aufnahme der Versuchsergebnisse sowie Zugangsdaten, um Überschneidungen des Versuchsablaufs durch mehrere Benutzer zu verhindern.